# Auguste Lepoutre
Pour les articles homonymes, voir Lepoutre.
Auguste (Auguste-Louis) Lepoutre est un homme politique français né le 25 mai 1825 à Lomme (Nord) et décédé le 5 décembre 1903 à Roubaix (Nord). 

## Biographie
Fils d'Augustin-Joseph Lepoutre, médecin officier des armées, il fait ses études de droit et se destine au notariat, mais il y renonce pour s'occuper d'industrie et d'agriculture. Propriétaire à Linselles, il devient aussi un des grands fabricants de tissus de Roubaix. 
D'opinions conservatrices, Lepoutre est porté, le 4 octobre 1885, sur la liste monarchiste du Nord, et élu député, le 18e/20, par 161 134 voix (291 696 votants, 348 224 inscrits). Il siège au centre droit et vote régulièrement, dans les premiers mois de la législature, avec la minorité, contre le gouvernement républicain. Mais à l'instigation de M. Raoul-Duval et à l'exemple de son collègue de la Somme, M. Deberly, il déclare renoncer à l'opposition systématique et se rapproche en maintes circonstances de la majorité opportuniste au cours de la législature et tente de créer, avec son collègue Edgar Raoul-Duval, un groupe de la Droite républicaine.

### Sources
- « Auguste Lepoutre », dans Adolphe Robert et Gaston Cougny, Dictionnaire des parlementaires français, Edgar Bourloton, 1889-1891 [détail de l’édition]
- « Auguste Lepoutre », dans le Dictionnaire des parlementaires français (1889-1940), sous la direction de Jean Jolly, PUF, 1960 [détail de l’édition]